# Chornomorske (huyện)
Huyện Chornomorske (tiếng Ukraina: Чорноморський район, chuyển tự: Chornomorskes'kyi raion) là một huyện của tỉnh Krym. Huyện Chornomorske có diện tích 1509 km², dân số theo điều tra dân số ngày 5 tháng 12 năm 2001 là 34012 người với mật độ 23 người/km2. Trung tâm huyện nằm ở Chornomorske.